# Patricia Highsmith

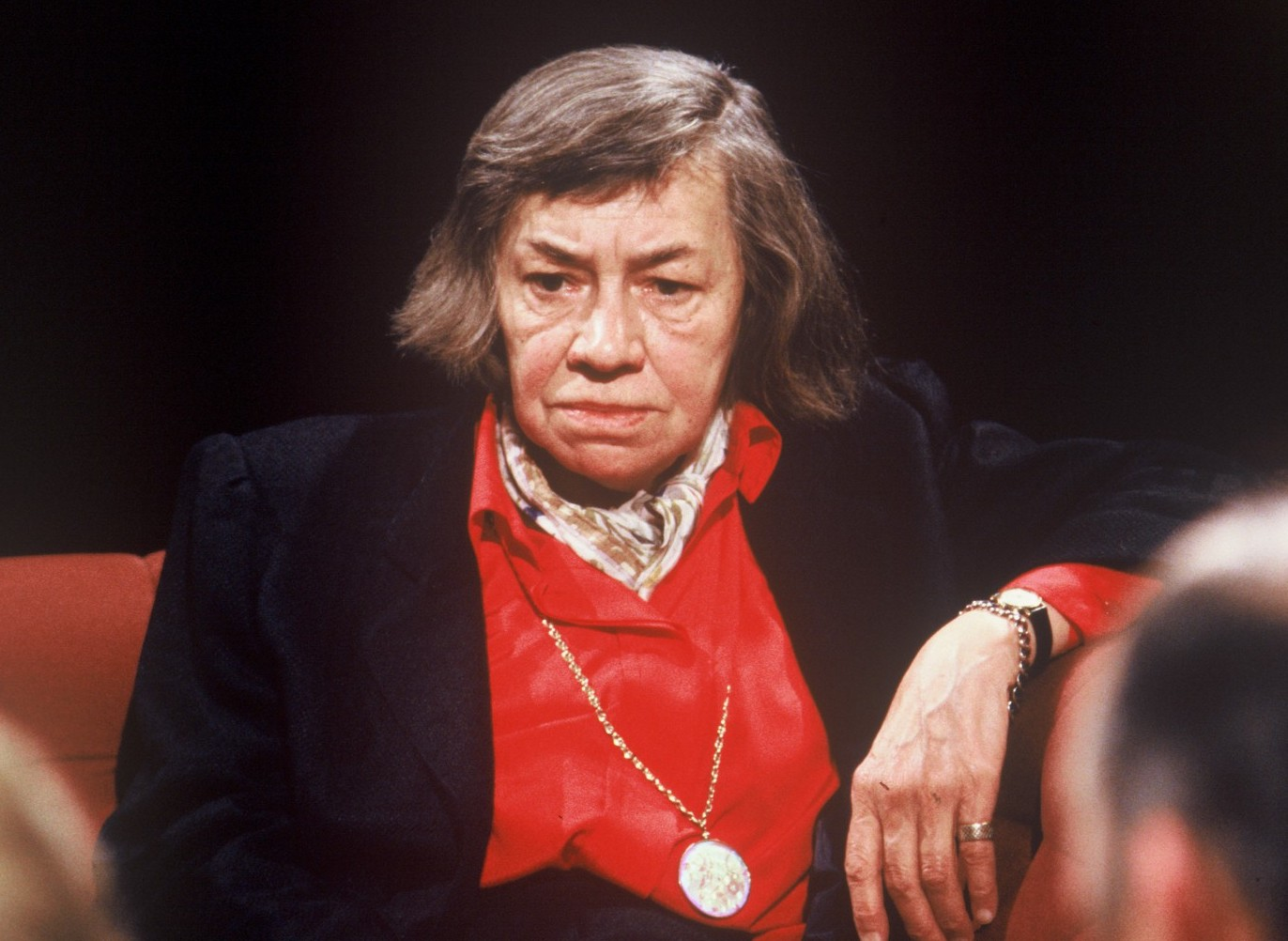
Patricia Highsmith (1988)

Mary Patricia Highsmith (ur. jako Mary Plangman 19 stycznia 1921 w Fort Worth, zm. 4 lutego 1995 w Locarno) – amerykańska pisarka, autorka ponad dwudziestu powieści i kilkudziesięciu opowiadań, głównie thrillerów psychologicznych i kryminalnych. Jej najbardziej znane książki to Znajomi z pociągu (Strangers on a Train, 1950) i Utalentowany pan Ripley (The Talented Mr. Ripley, 1955). Ponad 30 powieści pisarki zostało zekranizowanych.

## Życiorys
Urodziła się w Fort Worth w Teksasie. Wraz z rodziną przeniosła się do Nowego Jorku, gdzie ukończyła filologię angielską na Barnard College, a także kurs dramatopisarstwa i pisania opowiadań. Początkowo pracowała jako asystentka redaktora, pisała również komiksy. Trudno znosiła jednak restrykcje nakładane przez wydawców. Na krótko wyjechała do Meksyku, gdzie malowała i napisała swoją pierwszą powieść, której jednak nigdy nie wydała, uznając ją za niewystarczającą dobrą.
W 1945 ukazało się jej pierwsze dzieło, The Heroine, za którą otrzymała O. Henry Award. Powieść rozsławiła ją w amerykańskim środowisku literackim. Dzięki wsparciu Trumana Capote wyjechała w 1948 do słynnej komuny artystycznej Yaddo w Saratoga Springs. Po dwóch latach ukończyła tam powieść Znajomi z pociągu (Strangers on a Train, 1950), którą w 1951 zekranizował Alfred Hitchcock pod tytułem Nieznajomi z pociągu. Po sukcesie powieści wyjechała do Europy, podróżując głównie po Francji i Szwajcarii.
W 1952 ukazała się powieść The Price of Salt, znana później jako Carol, będąca romansem lesbijskim opartym w dużej mierze na wątkach autobiograficznych, co skłoniło pisarkę do opublikowania jej pod pseudonimem Claire Morgan. Pod jej prawdziwym nazwiskiem opublikowano ją dopiero w 1990.
W 1955 wydano jedną z jej najpopularniejszych książek, Utalentowany pan Ripley. Duży sukces skłonił pisarkę do napisania kolejnych historii skupionych wokół tytułowego Toma Ripleya. Ostatecznie Highsmith napisała pięć powieści, które składają się na tzw. Riplejadę. Zdobyła za nie dwie nominacje do Nagrody Edgara w 1951 i 1956, a kilka z nich zostało zekranizowanych, m.in.: W pełnym słońcu René Clémenta (1960) i Utalentowany pan Ripley Anthony’ego Minghelli (1999).
Highsmith spędziła ostatnie lata życia w Locarno, gdzie zmarła na nowotwór 4 lutego 1995. Swój majątek zapisała m.in. komunie Yaddo.

## Twórczość
Motywy powtarzające się w prozie Highsmith to m.in. miłość, nienawiść, obsesja czy zazdrość. W swoich dziełach skupiała się nie tyle na opisach zbrodni, co na psychologicznym podłożu jej sprawców i ich psychologii. Jej ulubioną książką z dzieciństwa był podręcznik doktora psychiatrii Karla Menningera, popularyzującego psychoanalizę Freuda. Dzięki niej zainteresowała się zburzeniami psychicznymi, które stanowiły dla niej inspirację już od pierwszych dzieł. Przykładowo w The Heroine główną bohaterką jest psychopatyczna guwernantka, która podpala dom pracodawcy, by następnie mieć perwersyjną przyjemność z ratowania jego dzieci. W Znajomych w pociągu przypadkowi spotkani mężczyźni wymieniają się pomysłami na popełnienie zbrodni doskonałej. Prawdopodobnie jej najbardziej znanym bohaterem jest Tom Ripley, oszust i morderca niezdolny do odczuwania wyrzutów sumienia. Czytelnicy mieli mimowolnie utożsamiać się z nim jako z głównym bohaterem, pomimo negatywnej oceny jego czynów.
W twórczości Highsmith, na którą składają się głównie powieści kryminalne, wyróżnia się The Price of Salt. Znany również pod nazwą Carol, ów romans lesbijski inspirowany jest przeżyciami autorki. Wyróżniał się na tle innych powieści o homoseksualnych związkach, przede wszystkim obalaniem stereotypów oraz zakończeniem historii happy endem.

## Recepcja i ekranizacje
Jej powieści spotykały się z pozytywnymi reakcjami krytyków, którzy podkreślali psychologiczną przenikliwość jej utworów, ich ironiczność i surowość, jak również elegancki i klarowny styl. Biografka autorki, Joan Schenkar, określała ją mianem „kustoszki muzeum XX-wiecznych chorób amerykańskich”, która w swoich historiach pokazywała „mroczną stronę american dream”. Według angielskiego pisarza Grahama Greene, pisarka:
Stworzyła specyficzny świat – klaustrofobiczny i irracjonalny – w którym nieodmiennie towarzyszy nam uczucie osobistego zagrożenia.
W Polsce kilkanaście jej książek wydała oficyna Noir sur Blanc.
Wiele z powieści Highsmith doczekało się ekranizacji. Do sławniejszych należą m.in. Nieznajomi z pociągu Alfreda Hitchcocka, W pełnym słońcu René Clémenta, Utalentowany pan Ripley Anthony’ego Minghelli oraz Carol Todda Haynesa. W postacie Highsmith wcielali się znani aktorzy: Toma Ripleya grali Alain Delon (1960) i Matt Damon (1999), zaś w 2015 w tytułową rolę Carol wcieliła się Cate Blanchett. Sama pisarka nie przykładała dużej roli do filmowych adaptacji. W wywiadzie z 1988 stwierdziła:
Nie chcę znać reżyserów. Nie chcę być blisko nich. Nie mam zamiaru wtrącać się w ich pracę i nie chciałabym, żeby oni wtrącali się w moją.

## Życie prywatne
Pisarka od wczesnej młodości prowadziła pamiętniki, dzięki czemu zachowało się wiele prywatnych szczegółów z jej życia i poglądów na różne kwestie. Jej matka Mary była graficzką. Biologiczny ojciec Highsmith próbował namówić ją do aborcji, ostatecznie opuścił ją kilka dni przed narodzinami pisarki. Wychowywana była przez ojczyma, artystę Stanleya Highsmith’a. Jego związek z matką pisarki nie należał jednak do szczęśliwych, a sama Highsmith traktowała go raczej jako intruza.
Pisarka zmagała się z niską samooceną, a jako nastolatka cierpiała na anoreksję. Całe życie doświadczała epizodów depresyjnych, walczyła z alkoholizmem. Cierpiała także na anemię i chorobę Buergera. Przez znajomych określana była często jako osoba trudna w obyciu, niemal mizantropka. Sama Highsmith twierdziła, że od towarzystwa ludzi woli zwierzęta, szczególnie ślimaki. Miała je nawet zabierać na przyjęcia w torbie wypełnionej sałatą.

### Poglądy
Highsmith była ateistką. Swoje poglądy oceniała jako liberalne obyczajowo, politycznie zaś opowiadała się za socjaldemokracją. Wspierała autonomię Palestyny. Pomimo tego, że wśród jej przyjaciół, partnerów i partnerek było wiele osób pochodzenia żydowskiego (np. Arthur Koestler) w wielu swoich wypowiedziach była jawnie antysemicka.

### Seksualność i związki
Była osobą biseksualną. Pociąg do osób tej samej płci czuła już w okresie dojrzewania, za to fizyczny kontakt z mężczyznami nie interesował jej wówczas wcale, co było źródłem konfliktów z jej matką. Pisarka uważała, że sama ma męski mózg i utożsamiała się ze swoimi męskimi bohaterami. Highsmith nigdy nie wyszła za mąż, jednak angażowała się w liczne związki, zarówno z mężczyznami, jak i kobietami. W 1949 pozostawała w bliskiej relacji z powieściopisarzem Markiem Brandelem, który oświadczał jej się bezskutecznie przez wiele lat. Podczas trwania ich związku Highsmith udała się nawet na sześciomiesięczną terapię konwersyjną. By za nią zapłacić, zatrudniła się w domu towarowym Bloomingdale, gdzie spotkanie z jedną z klientek stało się później inspiracją do napisania romansu The Price of Salt. Jedna z kochanek pisarki, graficzka Mary Ronin, była z kolei inspiracją do powieści Słodka choroba opowiadającej o szaleństwie z miłości. W latach 1959–1961 Highsmith była partnerką pisarki Marijane Meaker, która ich związek opisała w swoim pamiętniku Highsmith: A Romance of the 1950s.

## Publikacje

### Powieści
- Znajomi z pociągu (Strangers on a Train 1950), wyd. pol. Iskry – Klub Srebrnego Klucza 1978
- Carol (The Price of Salt lub Carol 1952), wyd. oryg. pod pseudonimem Claire Morgan, wyd. pol. SAWW 1994
- Niedołęga (The Blunderer 1954), wyd. pol. Noir sur Blanc 2009
- Głęboka Woda (Deep Water 1957), wyd. pol. Noir sur Blanc 2022
- A Game for the Living (1958)
- Słodka choroba (This Sweet Sickness 1960), wyd. pol. Iskry – Klub Srebrnego Klucza 1980
- Krzyk sowy (The Cry of the Owl 1962), wyd. pol. Noir sur Blanc 2003
- The Two Faces of January (1964)
- The Glass Cell (1964)
- A Suspension of Mercy lub The Story-Teller (1965)
- Those Who Walk Away (1967)
- Drżąca ręka fałszerza (The Tremor of Forgery 1969), wyd. pol. Noir sur Blanc 2004
- A Dog’s Ransom (1972)
- Edith’s Diary (1977)
- People Who Knock on the Door (1983)
- Found in the Street (1987)
- Small g: a Summer Idyll (1995)

#### Cykl „Riplejada”
- Utalentowany pan Ripley (The Talented Mr. Ripley 1955), wyd. pol. Noir sur Blanc 2004
- Ripley pod ziemią (Ripley Under Ground 1970), wyd. pol. Noir sur Blanc 2005
- Gra Ripleya (Ripley’s Game 1974), wyd. pol. Noir sur Blanc 2008 (tłum. Michał Kłobukowski)
- Uczeń Ripleya (The Boy Who Followed Ripley 1980), wyd. pol. Noir sur Blanc 2010
- Ripley pod wodą (Ripley Under Water 1991), wyd. pol. Noir sur Blanc 2011

Ekranizacje Ripley’a
- W pełnym słońcu (1960) – Utalentowany pan Ripley
- Utalentowany pan Ripley (1999)
- Naan (2012) – Utalentowany pan Ripley
- Podstępny Ripley (2005) – Ripley pod ziemią
- Amerykański przyjaciel (1977) – Gra Ripleya
- Gra Ripleya (2002)
- Ripley (2024) – mini serial (8 odcinków) wyprodukowany przez Netflix – Utalentowany pan Ripley

### Zbiory opowiadań
- Eleven lub The Snail-Watcher and Other Stories (1970)
- Siedemnaście miłych pań (Little Tales of Misogyny 1974), wyd. pol. Noir sur Blanc 2009
- Księga zemsty dla miłośników zwierząt (The Animal Lover’s Book of Beastly Murder 1975), wyd. pol. Noir sur Blanc 2008
- Slowly, Slowly in the Wind (1979)
- The Black House (1981)
- Mermaids on the Golf Course (1985)
- Tales of Natural and Unnatural Catastrophes (1987)
- Nothing That Meets the Eye: The Uncollected Stories (2002) – wyd. pośmiertne

### Antologie
- Patricia Highsmith: Selected Novels and Short Stories (2010) – wyd. pośmiertne

### Inne publikacje
- Plotting and Writing Suspense Fiction (1966)
- Miranda the Panda Is on the Veranda (1958) – książka z obrazkami dla dzieci, napisana wspólnie z Doris Sanders

## Nagrody
- 1946: O. Henry Award, za The Heroine
- 1956: The Edgar Allan Poe Award, za Utalentowany Pan Ripley[18]
- 1957: Le Grand Prix de Littérature Policière, za Utalentowany Pan Ripley
- 2008: Greatest Crime Writer, The Times[19]